# Kallmünz
Kallmünz est une commune de Bavière (Allemagne), située dans l'arrondissement de Ratisbonne, dans le district du Haut-Palatinat.

## Politique

### Jumelages
- Saint-Genès-Champanelle (France) depuis le 23 juin 1984

## Personnalités
Depuis le début du XXe siècle, l'endroit a attiré une petite colonie d'artistes.
Les peintres Wassily Kandinsky et Gabriele Münter se sont installés ici en couple pendant leurs vacances d'été en 1903. 

## Galerie

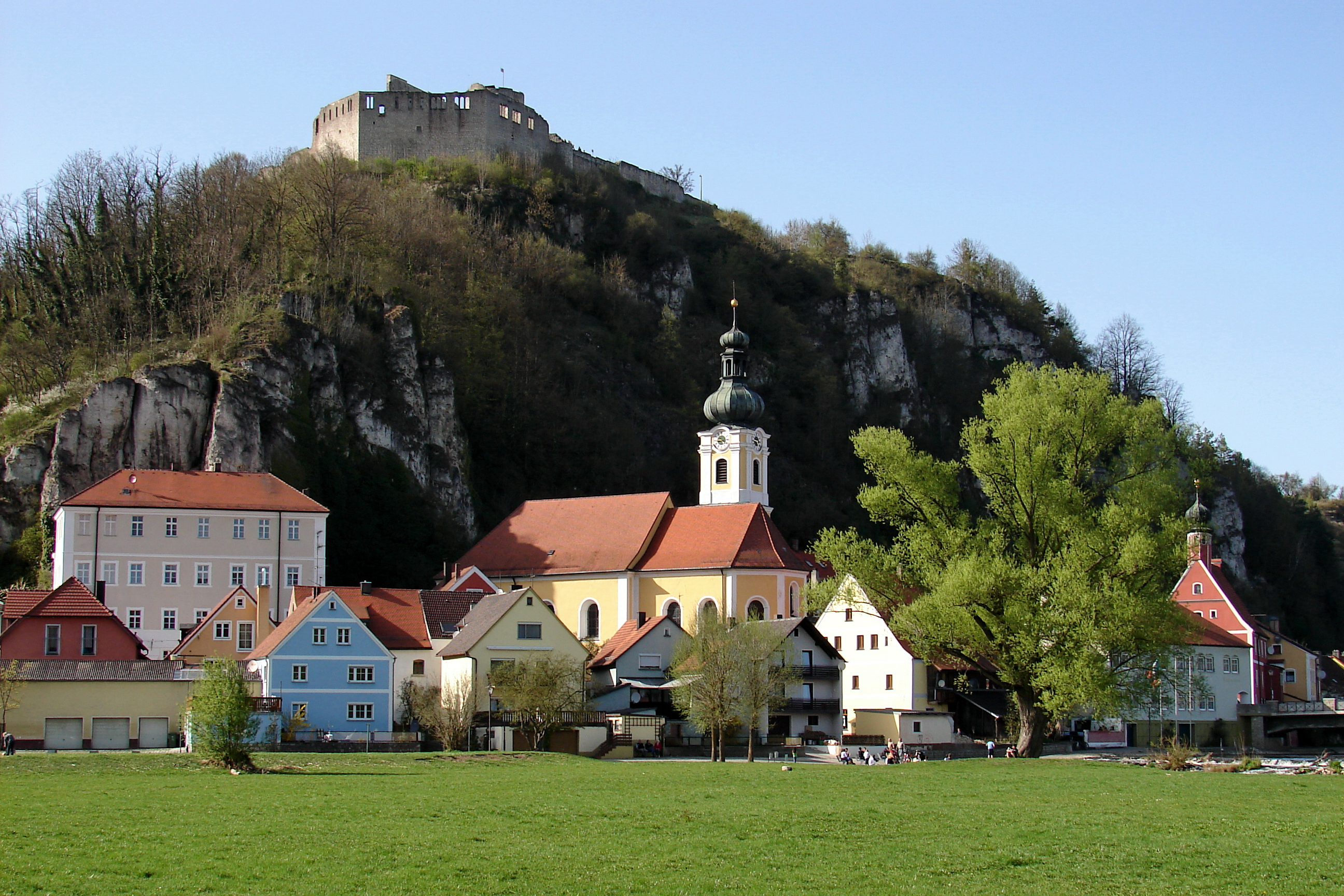
Vue de la commune avec l'église paroissiale Saint-Michel et les ruines du château de Kallmünz.
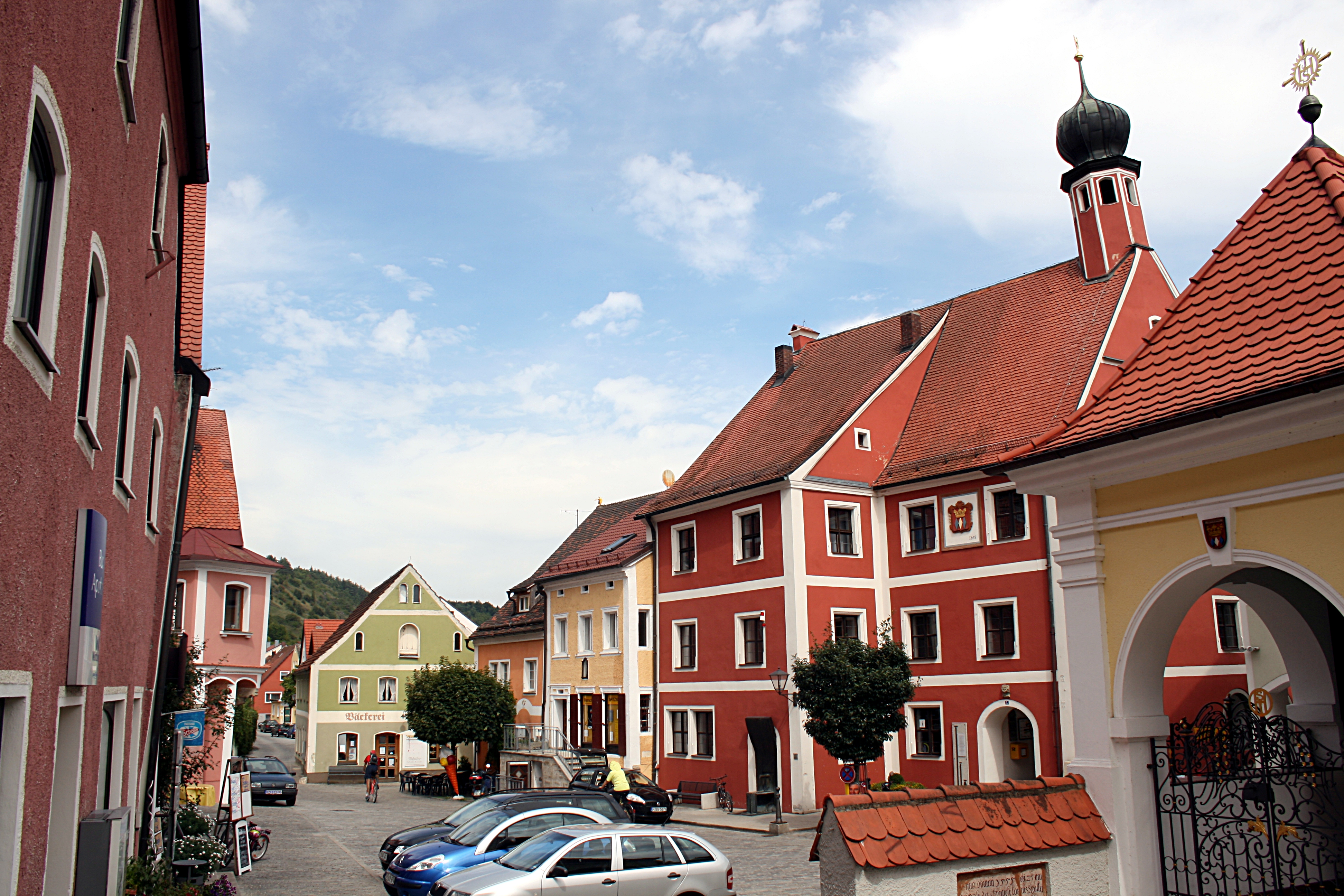
La Marktplatz (Place du marché) au cœur de Kallmünz.
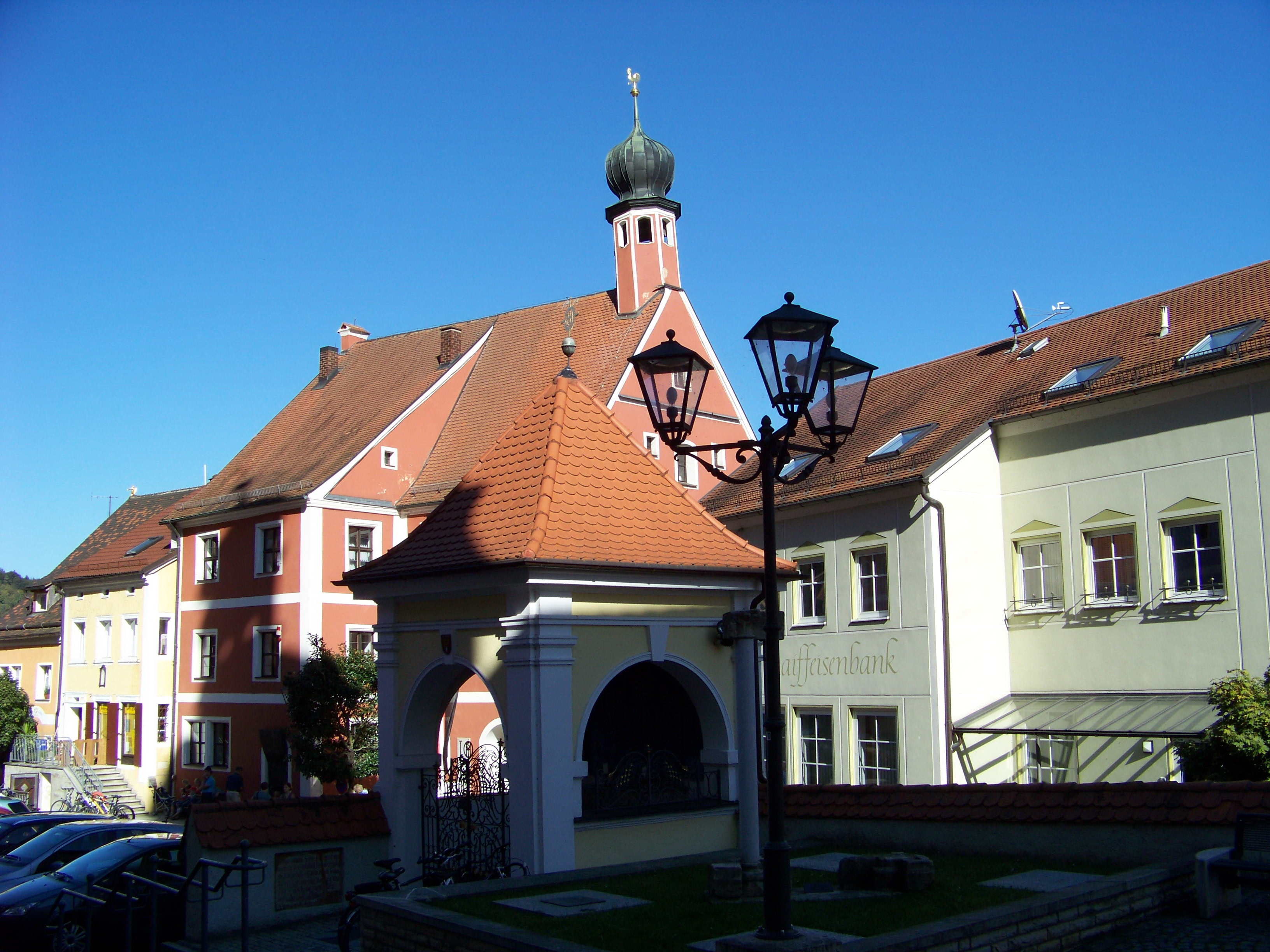
Mémorial de la Première Guerre mondiale sur la Marktplatz, conçu par Albert Reich en 1922-1923.